# John Hill Hewitt

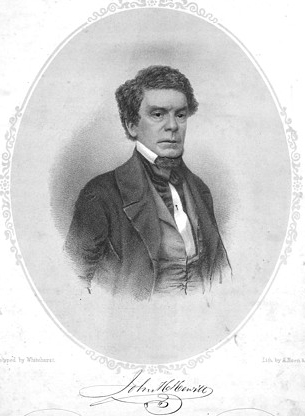
John Hill Hewitt

John Hill Hewitt (* 11. Juli 1801 in New York City; † 7. Oktober 1890 in Boston) war ein US-amerikanischer Komponist, Lyriker und Zeitungsverleger.

## Leben
Der älteste Sohn des Komponisten James Hewitt wuchs in Boston auf und besuchte von 1818 bis 1822 die West Point Academy der U.S. Army, wo er beim Dirigenten der Band der Akademie Musik studierte. Er ging dann mit einer Theatertruppe seines Vaters auf Tournee, die sich wegen finanzieller Probleme in Augusta (Georgia) auflöste. Hewitt ließ sich dort als Musiklehrer nieder.
1825 übersiedelte er nach Greenville, wo er die Zeitung The Republican gründete. Nach dem Tod seines Vaters kehrte er nach Boston zurück, bevor er in Baltimore Teilhaber des Baltimore Clipper wurde. Er gab daneben auch andere Zeitschriften heraus, darunter auch The Visitor. Bei einem Poesiewettbewerb dieser Zeitschrift reichte er selbst ein Gedicht unter einem Pseudonym ein und verlieh sich selbst den ersten Preis – vor einem Wettbewerbsbeitrag von Edgar Allan Poe.
Von 1840 bis 1849 war Hewitt Herausgeber der Zeitung The Capitol in Washington, danach übernahm er eine Stelle als Musiklehrer am Chesapeake Female College in Hampton. Bei Ausbruch des Sezessionskrieges wurde er Rekrutenausbilder der konföderierten Truppen in Richmond, wenig später gab er in Savannah den Evening Mirror heraus. Nach dem Bürgerkrieg wirkte er als Musiklehrer in verschiedenen Städten im Süden der USA.
Hewitt komponierte mehr als dreihundert Balladen, außerdem Kantaten, Oratorien und Ballad Operas. Das Lied All Quiet Along the Potomac, das er während des Bürgerkrieges nach einem Text von Lamar Fontaine komponierte, wurde sowohl von den Truppen der Südstaaten als auch denen der Nordstaaten gesungen.